# Nohèdes
Nohèdes település Franciaországban, Pyrénées-Orientales megyében. Lakosainak száma 60 fő (2022. január 1.). Nohèdes Mosset, Urbanya, Conat, Serdinya, Jujols, Olette és Sansa községekkel határos.

## Földrajz

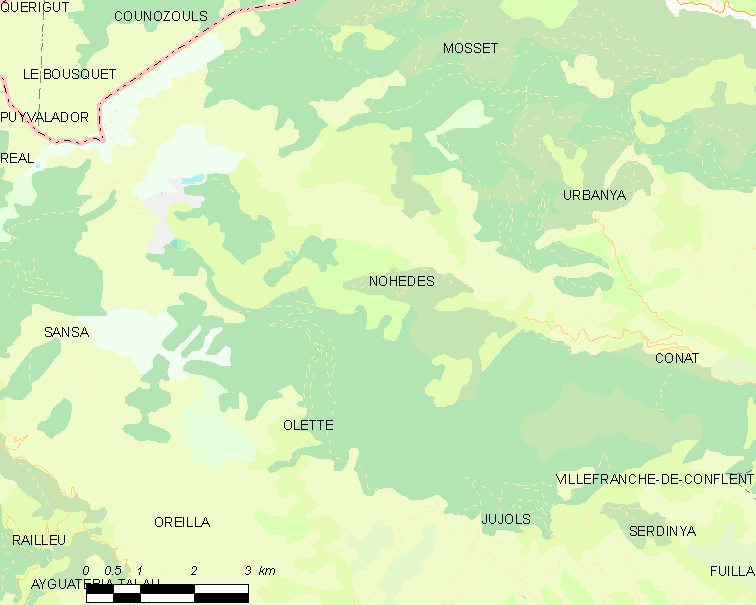
Nohèdes és környéke

## Népesség
A település népességének változása:
| Lakosok száma | 67   | 65   | 66   | 63   | 62   | 60   | 59   | 60   | 60   |
|               | 2013 | 2015 | 2016 | 2017 | 2018 | 2019 | 2020 | 2021 | 2022 |